# Estadio El Serpentario
El Estadio José Eduardo Nehin, popularmente conocido como El Serpentario, es un estadio de fútbol ubicado en la ciudad de San Juan, capital de la Provincia de San Juan, Argentina. Es la sede del Club Sportivo Desamparados del Torneo Federal A y cuenta con una capacidad de 18 000 espectadores.
El terreno fue cedido al club en 1960 por ley provincial. No contó con iluminación artificial hasta 2007.
El origen del nombre es en homenaje a José Eduardo Nehin, exfutbolista de Sportivo Desamparados entre 1920 y 1932 que disputó el mundial de 1934 con la Selección Argentina.
Mientras que su nombre popular es en relación con uno de los apodos de Sportivo Desamparados: “Los Víboras”.

## Historia
Inaugurado el 1 de enero de 1968, posee una capacidad de 18 000 espectadores sentados.

## Características
Su campo mide 70m x 100m. El estadio posee estacionamiento, lavadero, cocina, restaurante, salón de conferencias y servicios sanitarios. 
Está ubicado en Esteban Echeverría 99 (N) en el Barrio Patricias Sanjuaninas. Limita con las siguientes calles: al norte Augusto Echegaray, al sur Avenida Libertador, al oeste Esteban Echeverría y al Este Roget Ballet.
La secretaría del Club está ubicada en el sector detrás de Platea Alta (se ingresa por calle Esteban Echeverría).
Las cabinas de trasmisión son 14 y se ubican en el sector más alto de la Platea Alta.
Posee 4 torres de Iluminación que se ubican en las 4 esquinas del Estadio.
Cuenta con tribunas para los cuatro puntos cardinales:
- Para el Norte: Popular (Se habilita para público local o visitante según el encuentro).
- Para el Sur: Popular (Se habilita para público Local o Visitante según el encuentro).
- Para el Este: Popular Local (Donde por lo general se ubica en grueso de la Hinchada ya que cuenta con 2 para-avalanchas).
- Para el Oeste: Plateas Baja y Platea Alta con butacas.